# محمود فخري باشا
محمود فخرى باشا (1885ـ 1955) وزير مصري وسفير مصر السابق بباريس، وهو نجل حسين فخري باشا رئيس وزراء مصر السابق، وحفيد جعفر صادق باشا.
تلقى محمود فخري تعليمه بمدرسة الآباء اليسوعيين بالقاهرة، وظل بها حتى حصل على شهادة الثانوية العامة عام 1903، ثم ألتحق بمدرسة الحقوق وتخرج منها عام 1907.
عين عقب تخرجه وكيلاً للنيابة، واستمر يرتقي درج الوظائف القضائية حتى أصبح سكرتيراً خاصاً لرئيس الجمعية العمومية ومجلس شورى القوانين عام 1910، فوكيلاً للنيابة في محكمة مصر المختلطة، ثم مفتشاً بوزارة الداخلية، فوكيلاً لمحافظة الإسكندرية عام 1914.
اختير مساعداً لمحافظ القاهرة، ثم أمينا للسلطان حسين كامل عام 1915، ثم عين محافظاً للعاصمة.
تقلد منصب وزير المالية في وزارة محمد توفيق نسيم باشا الأولى (21 مايو 1920 - 16 مارس 1921)، ومن أهم أعماله فيها تدخل الحكومة للمحافظة على أسعار القطن في السوق بعد انهياره، وتأزم الأزمة المالية.
تولى مهام منصب وزير الخارجية في وزارة محمد توفيق الثانية (30 نوفمبر 1922 - 9 فبراير 1923)، وتبوأ منصب وزير مصر المفوض في باريس من عام 1923 إلى عام 1946، وأسندت إليه – علاوة على عمله السابق - مفوضيات بلجيكا وإسبانيا والبرتغال عام 1927 ، تزوج من ابنة الملك فؤاد من الأميرة شويكار، وتدعي الأميرة فوقية.
له مذكرات قام بإعدادها في أعوامه الأخيرة ، كما أعد مجموعة صور فوتوغرافية لأسلافه من المحافظين بالقاهرة من عهد محمد علي إلى وقت توليه المنصب ، وتوفي في عام 1955.